# Cangetta
Cangetta é um gênero de mariposa pertencente à família Crambidae.